# Schweizer Nordische Skimeisterschaften 1977
Die Schweizer Nordischen Skimeisterschaften 1977 fanden vom 4. Februar 1977 bis zum 13. Februar 1977 in Einsiedeln und in Gstaad statt. Ausgetragen wurden im Skilanglauf bei den Männern die Distanzen 15 km, 30 km und 50 km, und die 4 × 10 km Staffel. Bei den Frauen fand ein Rennen über 10 km und die 3 × 5 km Staffel statt. Der erfolgreichste Skilangläufer war Heinz Gähler, der über 15 km und 30 km gewann. Zudem siegte Alfred Kälin über 50 km und die Staffel des SC Obergoms. Bei den Frauen wurde Doris Bisig-Petrig Meisterin im Rennen über 10 km und die Staffel von Pontresina/Bündner Skiverband. Das Skispringen gewann Walter Steiner und in der Nordischen Kombination Karl Lustenberger.

## Skilanglauf

### Männer

#### 15 km
| Platz | Name              | Verein            | Zeit (min) |
| ----- | ----------------- | ----------------- | ---------- |
| 01    | Heinz Gähler      | SC Davos          | 48:03,94   |
| 02    | Hans-Ueli Kreuzer | SC Obergoms       | 48:15,54   |
| 03    | Alois Kälin       | SC Einsiedeln     | 48:29,96   |
| 04    | Albert Giger      | Alpina St. Moritz | 48:34,75   |
| 05    | Mario Pesenti     | Ulrichen          | 48:44,91   |
| 06    | Venanz Egger      | Plasselb          | 48:55,19   |
| 07    | Thomas Schuler    | Rothenthurm       | 49:05,17   |
| 08    | Henri Beaud       | Albeuve           | 49:12,59   |
| 09    | Bruno Heinzer     | Hausen            | 49:26,03   |
| 10    | Herbert Geeser    | Arosa             | 49:28,64   |

Datum: Samstag, 5. Februar 1977 in Einsiedeln

Heinz Gähler aus Davos gewann mit 10,6 Sekunden Vorsprung vor Hans-Ueli Kreuzer und Alois Kälin. Der Topfavorit und Vorjahressieger Franz Renggli belegte nur den 26. Platz.

#### 30 km
| Platz | Name                | Verein            | Zeit (std) |
| ----- | ------------------- | ----------------- | ---------- |
| 01    | Heinz Gähler        | SC Davos          | 1:46:06,09 |
| 02    | Franz Renggli       | Splügen           | 1:46:23,60 |
| 03    | Mario Pesenti       | Ulrichen          | 1:48:22,34 |
| 04    | Konrad Hallenbarter | SC Obergoms       | 1:49:22,53 |
| 05    | Ortsensio Bassi     | Simano            | 1:49:44,46 |
| 06    | Albert Giger        | Alpina St. Moritz | 1:50:40,00 |
| 07    | Henri Beaud         | Albeuve           | 1:50:56,21 |
| 08    | Fredy Wenger        | Blumenstein       | 1:51:01,98 |
| 09    | Fritz Näf           | SC Einsiedeln     | 1:51:04,46 |
| 10    | Karl Lustenberger   | SC Marbach        | 1:51:43,53 |

Datum: Mittwoch, 9. Februar 1977 in Einsiedeln

Wie beim 15-km-Rennen gewann erneut Heinz Gähler mit 17 Sekunden Vorsprung auf Franz Renggli.

#### 50 km
| Platz | Name              | Verein        | Zeit (std) |
| ----- | ----------------- | ------------- | ---------- |
| 01    | Alfred Kälin      | SC Einsiedeln | 2:10:06,56 |
| 02    | Gaudenz Ambühl    | SC Davos      | 2:10:25,42 |
| 03    | Heinz Gähler      | SC Davos      | 2:11:00,73 |
| 04    | Franz Renggli     | Splügen       | 2:11:39,55 |
| 05    | Venanz Egger      | Plasselb      | 2:11:47,11 |
| 06    | Kurt Lötscher     | SC Marbach    | 2:15:32,54 |
| 07    | Alois Oberholzer  | SC Einsiedeln | 2:15:39,68 |
| 08    | Werner Leu        | Sangernboden  | 2:15:56,24 |
| 09    | Paul Grünenfelder | Mels          | 2:16:17,98 |
| 10    | Walter Künzi      | Blumenstein   | 2:16:32,97 |

Datum: Sonntag, 13. Februar 1977 in Einsiedeln

Kälin gewann mit 19 Sekunden Vorsprung auf Gaudenz Ambühl und 54 Sekunden auf dem Vorjahressieger Heinz Gähler und holte damit seinen vierten Meistertitel über diese Distanz.

#### 4 × 10 km Staffel
| Platz | Namen                                                            | Verein        | Zeit (std) |
| ----- | ---------------------------------------------------------------- | ------------- | ---------- |
| 01    | Elmar Chastonay Edi Hauser Hans-Ueli Kreuzer Konrad Hallenbarter | SC Obergoms   | 2:18:50,46 |
| 02    | Alois Oberholzer Fritz Näf Alfred Kälin Alois Kälin              | SC Einsiedeln | 2:19:16,09 |
| 03    | Franz Lötscher Karl Lustenberger Peter Lötscher Kurt Lötscher    | SC Marbach    | 2:22:12,87 |

Datum: Sonntag, 6. Februar 1977 in Einsiedeln

### Frauen

#### 10 km
| Platz | Name               | Verein        | Zeit (min) |
| ----- | ------------------ | ------------- | ---------- |
| 01    | Doris Bisig-Petrig | SC Einsiedeln | 40:47,51   |
| 02    | Käthi Aschwanden   | Isenthal      | 42:14,01   |
| 03    | Ursula Bösch       | Pontresina    | 42:51,36   |
| 04    | Christine Brügger  | Lachen        | 43:11,43   |
| 05    | Rosmarie Kurz      | Winterthur    | 43:57,91   |
| 06    | Anneliese Gamper   | Schindellegi  | 44:16,21   |

Datum: Freitag, 4. Februar 1977 in Einsiedeln

Zum dritten Mal in Folge gewann die Einsiedelnerin Doris Bisig-Petrig das 10-km-Rennen.

#### 3 × 5 km Staffel
| Platz | Namen                                            | Verein                        | Zeit (std) |
| ----- | ------------------------------------------------ | ----------------------------- | ---------- |
| 01    | Brigitte Stebler Ursula Bösch Cornelia Thomas    | Pontresina/Bündner Skiverband | 1:10:39,14 |
| 02    | Rosmarie Kurz Anneliese Gamper Christine Brügger | Zürcher Skiverband            | 1:11:22,93 |
| 03    | Evi Kratzer Karin Thomas Monika Brüllsauer       | Bündner Skiverband            | 1:11:57,49 |

Datum: Samstag, 5. Februar 1977 in Einsiedeln

## Nordische Kombination

### Einzel
| Platz | Name                | Ort         | Punkte  |
| ----- | ------------------- | ----------- | ------- |
| 01    | Karl Lustenberger   | SC Marbach  | 428,94  |
| 02    | Toni Schmid         | Lenk        | 329,025 |
| 03    | Ernst Beetschen     | Lenk        | 383,73  |
| 04    | Kurt Hischler       | SC Obergoms | 356,705 |
| 05    | Silvan Tschümperlin | Schwyz      | 320,5   |

Datum: Samstag, 5. Februar und Sonntag, 6. Februar 1977 in Einsiedeln

Wie im Vorjahr siegte Karl Lustenberger vor Toni Schmid und Ernst Beetschen.

## Skispringen

### Normalschanze
| Platz | Name               | Verein          | Weite 1 | Weite 2 | Punkte |
| ----- | ------------------ | --------------- | ------- | ------- | ------ |
| 01    | Walter Steiner     | Wildhais        | 83,0 m  | 81,5 m  | 243,1  |
| 02    | Ernst von Grünigen | Ski-Club Gstaad | 76,5 m  | 78,0 m  | 228,6  |
| 03    | Karl Lustenberger  | SC Marbach      | 77,0 m  | 77,5 m  | 219,6  |
| 04    | Roland Glas        | Wildhaus        |         |         | 213,9  |
| 05    | Robert Mösching    | Ski-Club Gstaad |         |         | 201,8  |

Datum: Sonntag, 13. Februar 1977 in Gstaad

Walter Steiner holte auf der Gstaader Mattenschanze mit Weiten von 83 m und 81,5 m seinen ersten Meistertitel.